# Oenothera primiveris
Oenothera primiveris es una planta anual  de la familia de las onagráceas.

## Caracteres
Es una planta pequeña , baja, anual con hojas en un único grupo basal y flores amarillas que florecen pronto en primavera, de ahí su nombre específico. Las hojas son normalmente de 10-15 cm de largo con una forma de entera a pinnado-lobulada. 

## Subespecies
- Oenothera primiveris subsp. bufonis
- Oenothera primiveris subsp. primiveris

Cualquiera de las 2 subespecies se puede encontrar en áreas arenosas por debajo de 1.400 m s. n. m.

## Distribución
En los desiertos del sudoeste de los EE. UU. en Texas, Nuevo México, Arizona, Utah, Nevada y California